# 多目的実験モジュール

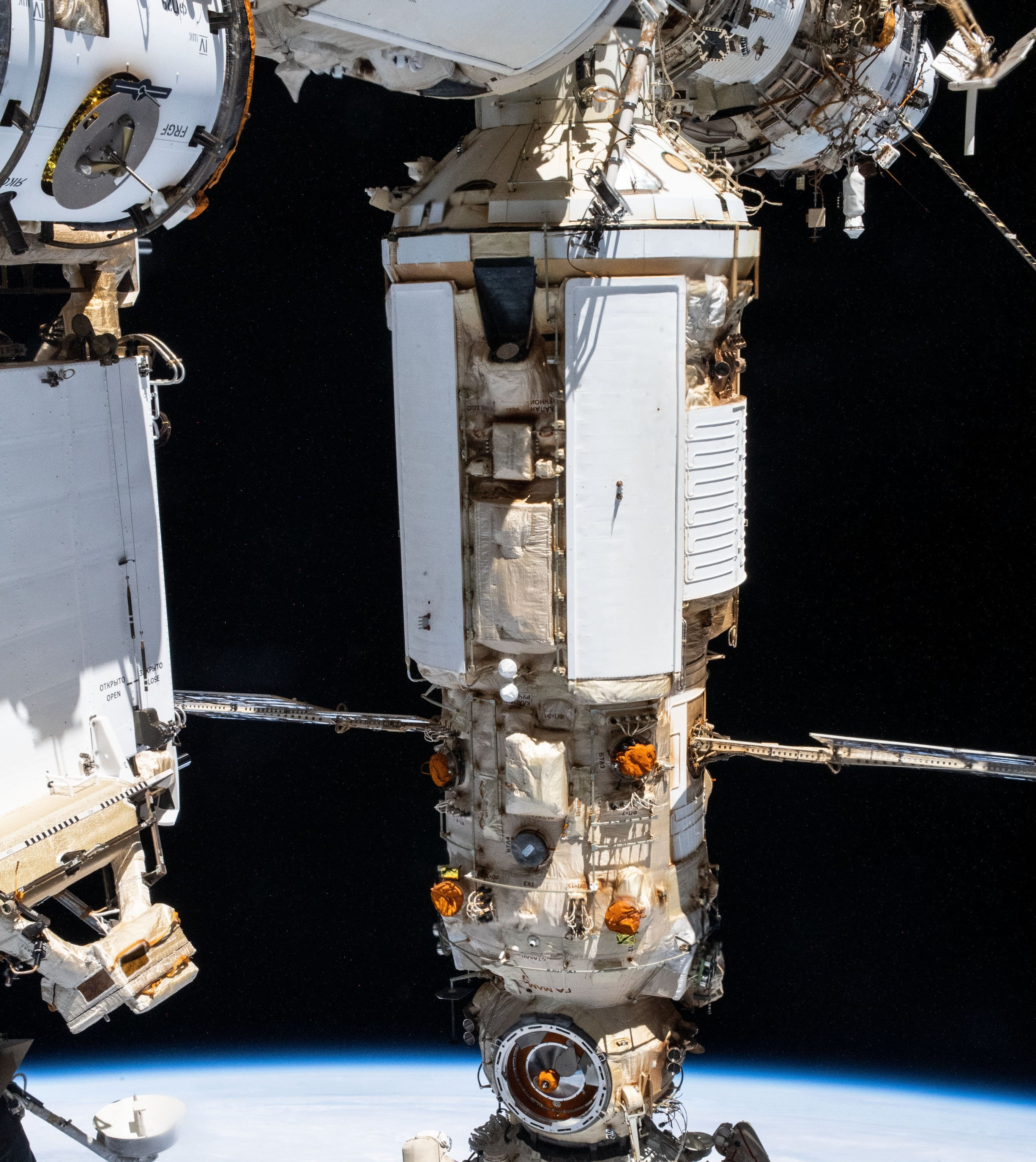
国際宇宙ステーションにドッキングする多目的実験モジュール

多目的実験モジュール（英語: Multipurpose Laboratory Module, MLM）は、ロシア連邦宇宙局が建造した国際宇宙ステーション (ISS) にドッキングする多目的実験用のモジュールである。愛称はナウカ（ロシア語: Нау́ка 英語: Nauka）で、ロシア語で科学を意味する。Multipurpose Laboratory Module-Upgrade (MLM-U; ロシア語: Многоцелевой лабораторный модуль, усоверше́нствованный もしくは МЛМ-У) とも記述される。
実験棟、ドッキング設備、荷物保管区画および搭乗員の作業場や休憩所、トイレ・水再処理設備などの生命維持設備、推進装置を持つことから姿勢制御などにも活用される。
元々はISSの基幹モジュールであるザーリャの予備機として開発されていた機体をベースとしたもので、1998年のザーリャ打ち上げ成功後に、紆余曲折を経て今日の姿へと改装され、2021年に打ち上げとISSへのドッキングを行った。他のロシア製モジュールと同様、単独で宇宙船としての飛行能力を持つ。
ISSの初期の計画では、「ドッキング・保管区画」(Docking and Stowage Module: DSM) として使用される予定であった。DSMは後に「ドッキング・貨物区画」 (Docking and Cargo Module: DCM) と名を改めて再び計画に上っていたが、結合場所をザーリャに変更し、ミニ・リサーチ・モジュール1となった。MLMは、建造が中止されたユニバーサルドッキング区画 (Universal Docking Module: UDM)（と、2機のロシア研究モジュール）にかわってズヴェズダ区画と結合することになった。

## 初期計画

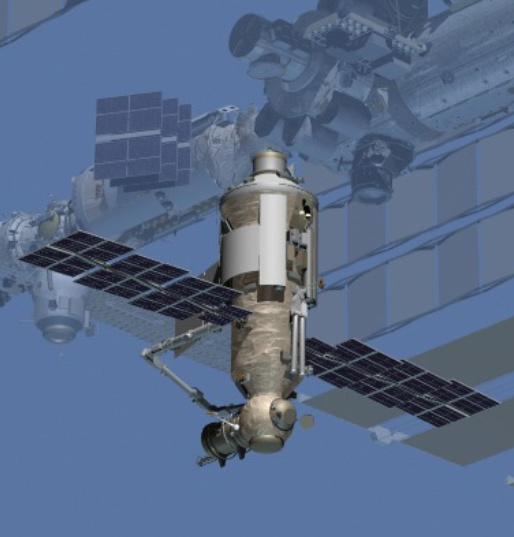
ISSとドッキングする多目的実験モジュール（想像図）

1990年代、ISSにおけるロシアの担当区画の計画にはザーリャ（Заря́ - Zarya。「基本機能モジュール (FGB)」とも呼ばれる）とズヴェズダ（Звезда - Zvezda）モジュールに接続するいくつかのロシア研究モジュールが含まれていたが、2000年代初頭に計画が変更された。2004年8月、多目的実験モジュールは、クルニチェフ国家研究生産宇宙センターが開発し、1990年代の終わりに70%ほどが作られたところで製造が中止されていた「基本機能モジュール2 (Functional Cargo Block, FGB-2)」を改造して作ることが決定された。FGB-2は当初はザーリャのバックアップを目的（予備機）として設計され、1997年初頭にユニバーサルドッキング区画（UDM) として使う事が検討されていたものであった。
またRKK エネルギア（露）とスペース・ハブ社（米）が共同出資で製造することを提案したが却下された商業用のエンタープライズ区画 (Commercial Enterprise Module) を基にしたMLMの代替案もあったが、採用されなかった。

## 歴史
- 2005年の終わり、欧州宇宙機関（ESA）とロシアはMLMと欧州ロボットアームを一緒に打ち上げ、宇宙空間で組み立てることに合意した。

- 2004年、ロシア連邦宇宙局はMLMをプロトンロケットで打ち上げることを発表した。しかしながら、MLM計画はその後大幅に遅れた。2006年、ESA広報は2008年の終わりまでには打上げを実現する方向で露宇宙局と交渉していることを表明したが、2008年7月7日の打上げに関する合同表明では、打ち上げ予定日は2011年12月に延期された。[1]
- 打上げは2013年末にまで延期された[2]。RSCエネルギア社が製造元のクルニチェフ社から受領した後の性能試験を行っていた2013年末に、燃料供給用の配管の欠陥などの技術的なトラブルが複数見つかったため、製造工場に戻しての大がかりな修理が必要になるため、打上げが1年半以上遅れることになるだろうと報道された[3]。

- 2021年7月8日、ロスコスモスは、同7月21日にプロトンMロケットで打ち上げると発表した[4]。
- 2021年7月21日、カザフスタンのバイコヌール宇宙基地からプロトン-Mに積載された状態で打ち上げられた[5]。
- 2021年7月29日、ロスコスモスはナウカがISSへのドッキングに成功したと発表した[6][7][8]。
  - ナウカが接続された3時間後にナウカが予定外のエンジン噴射を行い、ステーションとズヴェズダ区画の姿勢制御スラスタと格闘した。ステーション側のスラスタでは構造体にストレスがかかり壊れる危険性を危惧して停止した。11分ほど搭乗員との連絡がつながらなくなり、NASAは宇宙船非常事態を宣言した[9]。55分後に地上管制官によって停止された。540度[10]（当初発表では45度）傾くトラブルとなったが[8]、滞在中の7人の飛行士は無事でステーションの姿勢も修正された[11][12]。このトラブルは最初 NASAにより発表されたが、ロスコスモスは7月30日、原因はナウカを遠隔操作するプログラムの障害にあると発表した[13]。
  - 上記以外にも、打上げ→軌道の段階での幾つかのトラブルが指摘されているが、ロスコスモスは(2021年7月末日現在)大半の事例について公式にトラブルと認めていない[14]。
- 2023年10月10日、補助ラジエーターからの冷却剤漏れが発生[15]。

## 用途

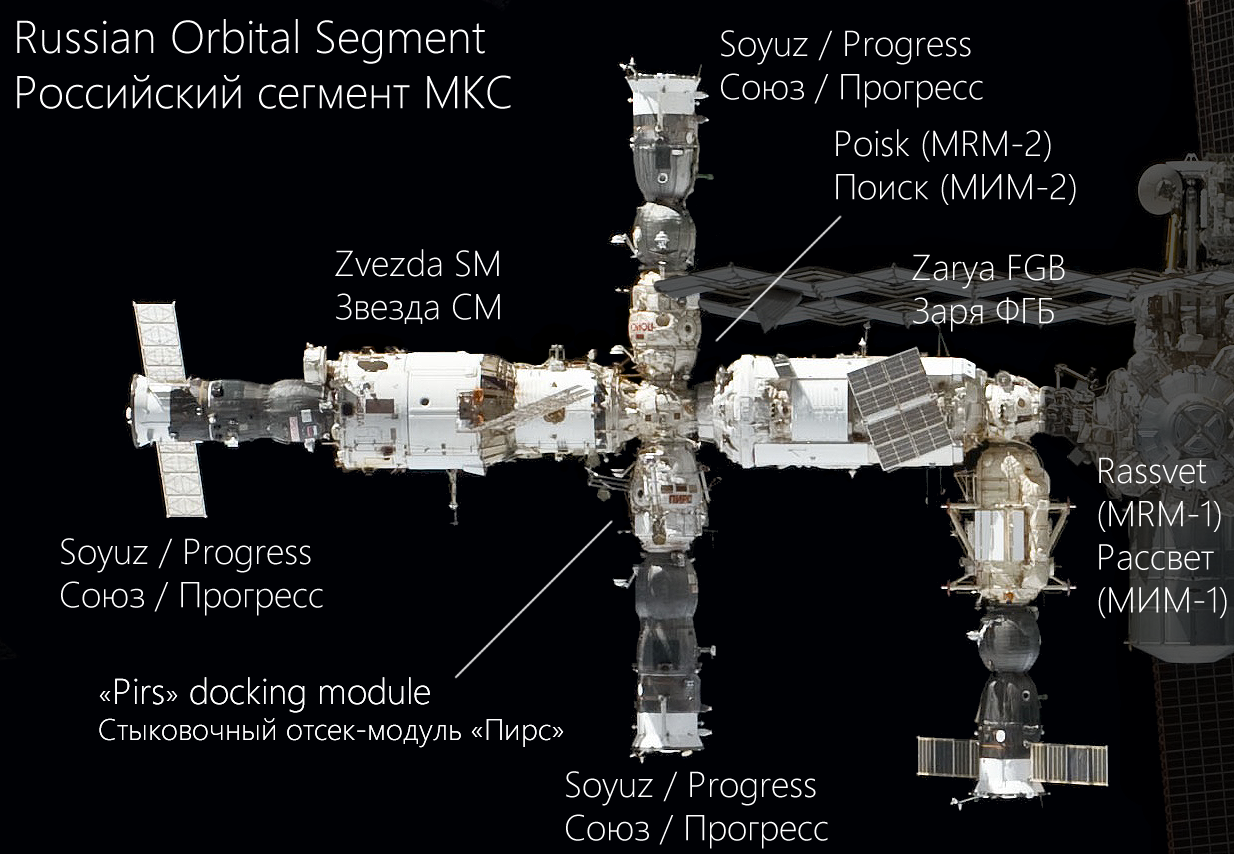
ISSのズヴェズダ区画周辺の画像、写真下部、ISSの天底側のピアース・ドッキング室が廃棄され、ナウカと交代となった。

MLMは実験棟、ドッキング設備、荷物保管区画および搭乗員の作業場や休憩所として使用される。また姿勢制御装置を装備しているため、ISSのCMGを使う姿勢制御の補助用としても使用される。
結合される場所は、ズヴェズダ・モジュールの下部ドッキングポートである。この場所にはピアース (DC-1) が結合されていたが、DC-1はMLMの打上げ前に廃棄された。
2010年5月にスペースシャトル・アトランティス(STS-132)によってミニ・リサーチ・モジュール1 (Mini-Research Module 1: MRM-1) がISSに運ばれたが、この際、MLMで使用する予定の機器もMRM-1の外壁に取り付けて運ばれた。内訳は、MLMの下部側面に設置される小型の実験用エアロック、MLM用のラジエータパネル、欧州ロボットアーム(ERA)の予備の肘関節、船外作業用プラットフォームである。

## 主たる研究区画
MLMは、ISSのロシア区画のにおける主たる研究区画となる。NASAの公式計画にはMLMと同サイズの2つ目の研究区画も（検討中）の位置づけで挙がっていたがそれらはキャンセルされたため、小型のMRM-1, MRM-2を除けばロシアの唯一の研究区画となる。2012年12月に、ロシアは科学電力プラットフォームの後継計画となるScience Power (またはEnergy) Moduleの開発をRSCエネルギア社に発注した。この科学電力モジュール1 (NEM-1) は、MLMの下部に球体状のロシアのノードモジュール (NM)を取り付け、そこに結合する予定となっている。

## 諸元
- 全長：13.0 m
- 直径：4.11 m
- 重量：20.3トン

## 注記
1. ↑  “Consolidated Launch Manifest”.   nasa.gov (2008年). 2008年7月8日閲覧。
2. ↑  “国際宇宙ステーション計画に関する宇宙機関長会議の結果について”. JAXAプレスリリース 2012年3月20日閲覧。
3. ↑  “Запуск лаборатории снова задерживается”. Interfaxロシア語ニュース. (2013年10月22日) 2014年4月27日閲覧。
4. ↑  “Запуск модуля «Наука» запланирован на 21 июля”.   ROSCOSMOS (2021年7月8日). 2021年7月11日閲覧。
5. ↑  “Liftoff! Multipurpose Laboratory Module "Nauka" Launches to Space Station”. blogs.nasa.gov.   NASA. 2021年7月21日閲覧。  この記述には、アメリカ合衆国内でパブリックドメインとなっている記述を含む。
6. ↑  “ロシア初の実験棟、ISSに連結 「ナウカ」、国営企業が開発”.   共同通信社 nordot (2021年7月30日). 2021年7月30日閲覧。
7. ↑  “実験棟「ナウカ」、ISSとドッキング成功 ロシア”.   時事通信ドットコム (2021年7月30日). 2021年7月30日閲覧。
8. 1 2  “国際宇宙ステーションが傾く 実験棟が予定外噴射、7人は無事”.   共同通信社 nordot (2021年7月30日). 2021年7月30日閲覧。
9. ↑  国際宇宙ステーション、一時制御不能に　ロシア実験棟が想定外のエンジン噴射 CNN
10. ↑  NASA [@NASA] (2021年8月4日). "Further analysis showed total attitude change before regaining normal attitude control was ~540°". X（旧Twitter）より2021年8月22日閲覧。
11. ↑  MLM Nauka docks to ISS, malfunctions shortly thereafter 出版者：NASA
12. ↑  ロシア実験棟「ナウカ」、ISSとドッキング 直後にハプニングも 出版者：AFP通信 更新日：2021年7月30日
13. ↑  “ISSトラブル、露プログラムの障害が原因… 実験棟接続後に予定外の噴射”.   読売新聞オンライン (2021年7月31日). 2021年8月1日閲覧。
14. ↑  “ロシアの宙飛ぶ研究室「ナウーカ」、ISSへ結合‐四半世紀に渡る苦闘の軌跡”.   マイナビニュース(文・鳥嶋真也) (2021年7月30日). 2021年8月1日閲覧。
15. ↑  “ISSロシア区画で冷却剤漏れ発生　ソユーズ宇宙船とプログレス補給船に続き1年ほどの間に3回目”.   Sorae (2023年10月10日). 2023年10月17日閲覧。
16. ↑  “Roscosmos entrusted RSC Energia with conducting activities under the International Space Station Scientific-Power Module Project”. RSC Energia. (2012年12月6日) 2014年4月27日閲覧。
17. ↑  “RSC Energia after S.P. Korolev hosted training sessions for Russian cosmonauts on Node module being built for the International Space Station”. RSC Energia. (2014年4月9日) 2014年4月27日閲覧。